# Jean Raquin
Jean Raquin est un homme politique français né le 4 décembre 1935. Il est l'ancien président du Conseil général du Jura.

## Biographie
Né le 4 décembre 1935 à Iguerande (Saône-et-Loire), Jean Raquin a grandi avec ses deux frères dans l’exploitation agricole de ses parents. Après avoir fréquenté le collège Notre Dame de Charlieu (Loire), il revient dans son village natal pour travailler à la ferme.
En 1956, il est appelé à rejoindre les rangs du régiment et a servi en Algérie puis au Maroc. De retour en 1958, Jean Raquin travaille de nouveau à la ferme familiale tout en reprenant ses études par correspondance. Après avoir décroché un BAC et plusieurs diplômes agricoles, il intègre la Chambre d’Agriculture du Jura en qualité de conseiller agricole en 1963. Il reprend, à 40 ans, une formation de conseiller en « aménagement et animation du territoire ». À la suite de la soutenance de son mémoire, il prend les fonctions de chargé d’études auprès du service juridique et foncier de la Chambre.
Jean Raquin s’engage dès 1963 auprès de la Confédération Française de l'Encadrement - Confédération Générale des Cadres (CFE-CGC). Il devient président de la section départementale puis de la section régionale « agriculture » et enfin administrateur national du SNADA-CFE/CGC (Syndicat National des Agents du Développement Agricole).
Il s'engage également auprès de la Mutualité Sociale Agricole, dont il deviendra vice-président, puis président du comité régional « prévention accidents et maladies professionnelles » et représentant de la CFE-CGC à ce comité.
L’année 1992 marque la fin de sa carrière professionnelle.
Jean Raquin est marié. Il est le père de trois enfants. Il est passionné notamment par la pétanque et la chasse.
 Chevalier de la Légion d'honneur en 2011

## Mandats électifs
Jean Raquin entame alors une carrière politique. En 1994, il est élu pour la première fois conseiller général du canton de Bletterans. Il rejoint aussitôt la majorité départementale (droite et centre) et accède dans la cinquième année de ce mandat aux fonctions de vice-président chargé des affaires sociales.
Il est reconduit, dès le premier tour, dans ses fonctions de conseiller général en 2001, puis en 2008 avec 56,61 % des voix.
À l’issue des élections cantonales de mars 2008, les élus de gauche et de droite disposent du même nombre de sièges au conseil général. Doyen d’âge de l’assemblée départementale, Jean Raquin est élu président du conseil général au bénéfice de l’âge le 20 mars 2008 jusqu'en mars 2011 où il est remplacé par le socialiste Christophe Perny à l'issue des élections cantonales de 2011.
Jean Raquin s’est également fait connaître[réf. nécessaire] lorsque le conseil général du Jura (qu’il préside) n’a pas suivi la décision de la Cour européenne des droits de l’Homme en refusant une seconde fois en 2011 l'adoption à une femme homosexuelle.
Le président du Conseil général a déclaré publiquement dans la presse : « Je privilégie l’adoption par un homme et une femme » (Le Progrès du 26 janvier 2008) ou encore « Je privilégierais un couple hétérosexuel » (La Voix du Jura n°3297, p. 5).